# Chimik Siewierodonieck
Chimik Siewierodonieck (ukr. Футбольний клуб «Хімік» Сєвєродонецьк, Futbolnyj Kłub "Chimik" Siewierodonećk) – ukraiński klub piłkarski z siedzibą w Siewierodoniecku, w obwodzie ługańskim.
W latach 1960—1973 i 1991 występował w rozgrywkach Mistrzostw ZSRR oraz w latach 1992—1998 w rozgrywkach ukraińskiej Pierwszej Lihi.

## Historia
Chronologia nazw:
- 1949—1998: Chimik Siewierodonieck (ukr. «Хімік» Сєвєродонецьк)
- 2004—...: Chimik Siewierodonieck (ukr. «Хімік» Сєвєродонецьк)

Drużyna piłkarska Chimik Siewierodonieck została założona w mieście Siewierodonieck w 1949 roku i reprezentowała Siewierodoniecki orderu Lenina Chemiczny Kombinat. Zespół występował w rozgrywkach mistrzostw i Pucharu obwodu woroszyłowgradskiego. W 1954 rozpoczął występy w Mistrzostwach Ukraińskiej SRR spośród drużyn kultury fizycznej. W 1960 w związku z rozszerzeniem Klasy B klub otrzymał status profesjonalny i debiutował w Klasie B, 2 strefie ukraińskiej Mistrzostw ZSRR, a w następnym roku w rozgrywkach Pucharu ZSRR. W 1963 w wyniku reorganizacji systemu lig ZSRR został przesunięty do niższej ligi – Klasy B, 2 strefy ukraińskiej. W 1967 najpierw zajął pierwsze miejsce w 2 strefie, a potem w turnieju finałowym drugie miejsce i awansował do Drugiej Grupy A, 1 podgrupy. W 1970 w wyniku reorganizacji systemu lig ZSRR klub został przesunięty 2 ligi niżej i występował w Klasie B, 2 strefie ukraińskiej. Zajął w turnieju finałowym 1. miejsce i zdobył awans do Drugiej Ligi, 1 strefy. W 1973 zajął 15. miejsce, ale nie wystartował w następnym sezonie. Potem kontynuował występy w rozgrywkach Mistrzostw i Pucharu obwodu. Dopiero w 1991 powrócił do rozgrywek na profesjonalnym szczeblu, występując w Drugiej Niższej Lidze, 1 strefie, w której zajął 19. miejsce.
Od początku rozgrywek w niezależnej Ukrainie klub występował w rozgrywkach Pierwszej Lihi. W sezonie 1997/98 zajął ostatnie, 22. miejsce w Pierwszej Lidze i spadł do Drugiej Lihi. Podczas letniej przerwy klub został rozwiązany.
Po 6 latach przerwy klub został reaktywowany w 2004 roku. Zespół występuje w rozgrywkach mistrzostw i Pucharu obwodu ługańskiego.

## Sukcesy
- Druga Grupa A, turniej finałowy Ukraińskiej SRR:

2. miejsce: 1968
- Puchar ZSRR:

1/32 finału: 1961, 1963, 1967/68
- Persza Liha:

7. miejsce: 1995/96
- Puchar Ukrainy:

1/4 finału: 1992/93